# Liga LEB Oro 2010-2011
La Liga LEB Oro 2010-2011 è stata la 55ª edizione della seconda divisione spagnola di pallacanestro maschile. La 4ª edizione con il nome LEB Oro.

## Squadre partecipanti
| Squadra                   | Città                      | Regione             |
| ------------------------- | -------------------------- | ------------------- |
| Cáceres Creativa          | Cáceres                    | Estremadura         |
| UB La Palma               | Santa Cruz de la Palma     | Canarie             |
| Melilla                   | Melilla                    | Melilla             |
| Club Baloncesto Murcia    | Murcia                     | Murcia              |
| Blu:sens Monbús           | Santiago di Compostela     | Galizia             |
| Clínicas Rincón Axarquía  | Vélez-Málaga               | Andalusia           |
| Baloncesto León           | León                       | Castiglia e León    |
| Leche Río Breogán         | Lugo                       | Galizia             |
| Isla de Tenerife Canarias | San Cristóbal de La Laguna | Canarie             |
| Ford Burgos               | Burgos                     | Castiglia e León    |
| Sant Josep Girona         | Gerona                     | Catalogna           |
| Aguas de Sousas Ourense   | Ourense                    | Galizia             |
| Palencia Baloncesto       | Palencia                   | Castiglia e León    |
| Tarragona 2017            | Tarragona                  | Catalogna           |
| Fundación Adepal Alcázar  | Alcázar de San Juan        | Castiglia-La Mancia |
| Lobe Huesca               | Huesca                     | Aragona             |
| Grupo Iruña Navarra       | Pamplona                   | Navarra             |
| Lleida Bàsquet            | Lleida                     | Catalogna           |

## Classifica finale
| #  | Teams                     | P  | V  | P  | PF   | PS   | Pt | Qualificate   |
| -- | ------------------------- | -- | -- | -- | ---- | ---- | -- | ------------- |
| 1  | Club Baloncesto Murcia    | 34 | 30 | 4  | 2824 | 2441 | 64 | Promozione    |
| 2  | Blu:sens Monbús           | 34 | 28 | 6  | 2611 | 2210 | 62 | Playoff       |
| 3  | Ford Burgos               | 34 | 26 | 8  | 2610 | 2374 | 60 | Playoff       |
| 4  | Sant Josep Girona         | 34 | 20 | 14 | 2656 | 2537 | 54 | Playoff       |
| 5  | Baloncesto León           | 34 | 20 | 14 | 2596 | 2580 | 54 | Playoff       |
| 6  | Leche Río Breogán         | 34 | 18 | 16 | 2541 | 2456 | 52 | Playoff       |
| 7  | Isla de Tenerife Canarias | 34 | 18 | 16 | 2759 | 2743 | 52 | Playoff       |
| 8  | Grupo Iruña Navarra       | 34 | 18 | 16 | 2447 | 2442 | 52 | Playoff       |
| 9  | Cáceres Creativa          | 34 | 18 | 16 | 2574 | 2643 | 52 | Playoff       |
| 10 | UB La Palma               | 34 | 16 | 18 | 2660 | 2626 | 49 |               |
| 11 | Melilla Baloncesto        | 34 | 14 | 20 | 2463 | 2579 | 48 |               |
| 12 | Lleida Bàsquet            | 34 | 13 | 21 | 2505 | 2712 | 47 |               |
| 13 | Tarragona 2017            | 34 | 12 | 22 | 2582 | 2738 | 46 |               |
| 14 | Clínicas Rincón           | 34 | 12 | 22 | 2471 | 2577 | 46 |               |
| 15 | Lobe Huesca               | 34 | 12 | 22 | 2800 | 2951 | 46 |               |
| 16 | Palencia Baloncesto       | 34 | 12 | 22 | 2461 | 2257 | 46 | Playout       |
| 17 | Fundación Adepal Alcázar  | 34 | 10 | 24 | 2326 | 2589 | 44 | Playout       |
| 18 | Aguas de Sousas Ourense   | 34 | 9  | 25 | 2465 | 2578 | 43 | Retrocessione |

## Copa Príncipe de Asturias
Alla fine del girone di andata, le prime due squadre classificate si sfidano per la Copa Príncipe de Asturias in casa della vincitrice del girone di andata. Il vincitore della coppa giocherà gli eventuali play-off con il miglior posizionamento se terminerà la stagione tra la seconda e la quinta posizione. La Coppa è stata disputata il 30 gennaio.

### Squadre qualificate
| # | Squadre         | G  | V  | P | PF   | PS   | Pt |
| - | --------------- | -- | -- | - | ---- | ---- | -- |
| 1 | Blu:sens Monbús | 17 | 15 | 2 | 1316 | 1086 | 32 |
| 2 | CB Murcia       | 17 | 14 | 3 | 1348 | 1197 | 31 |

### Partita
| Arbitri: | Morales Carpallo Bravo |

| |            | |
| Corbacho 21 | Punti      | 13 Faverani |
| Rodríguez 4 | Assist     | 4 Morentin, Rivero                                                                                                  |
| Feliu, Ruffin 5 | Rimbalzi   | 5 Jasen |
| 5 Rodríguez• 7 Bulfoni• 13 Washington• 14 Kendall• 15 Junyent 4 Hopkins• 10 Feliu• 11 Sánchez• 12 Corbacho• 16 Ruffin• 17 Nguema | Formazioni | 4 Jasen• 5 Umeh• 11 Coppenrath• 13 Faverani• 14 Rivero 6 Robles• 7 Pérez Anagnostou• 8 Puyada• 12 Morentin• 15 Gray |
| Moncho Fernández | Allenatori | Luis Guil |

## Playoffs
|  | Quarti di finale | Quarti di finale  | Quarti di finale | Quarti di finale | Quarti di finale | Quarti di finale | Quarti di finale |  |  | Semifinali       | Semifinali       | Semifinali       | Semifinali       | Semifinali       | Semifinali | Semifinali |    |    | Finale    | Finale    | Finale    | Finale | Finale | Finale | Finale |  |
|  |                  |                   |                  |                  |                  |                  |                  |  |  |                  |                  |                  |                  |                  |            |            |    |    |           |           |           |        |        |        |        |  |
|  | 2                | Obradoiro         | Obradoiro        | 79               | 96               | 72               | 93               |  |  |                  |                  |                  |                  |                  |            |            |    |    |           |           |           |        |        |        |        |  |
|  | 9                | Cáceres           | Cáceres          | 78               | 83               | 77               | 73               |  |  | Obradoiro        | Obradoiro        | Obradoiro        | Obradoiro        | 84               | 97         | 77         |    |    |           |           |           |        |        |        |        |  |
|  | 5                | León              | León             | 82               | 76               | 73               | 74               |  |  | Breogán          | Breogán          | Breogán          | Breogán          | 67               | 67         | 54         |    |    |           |           |           |        |        |        |        |  |
|  | 6                | Breogán           | Breogán          | 69               | 82               | 75               | 76               |  |  |                  |                  |                  |                  |                  |            |            |    |    | Obradoiro | Obradoiro | Obradoiro | 60     | 63     | 72     | 75     |  |
|  | 3                | Atapuerca Burgos  | Atapuerca Burgos | 68               | 85               | 58               | 78               |  |  |                  |                  | Atapuerca Burgos | Atapuerca Burgos | Atapuerca Burgos | 52         | 53         | 76 | 64 |           |           |           |        |        |        |        |  |
|  | 8                | Navarra           | Navarra          | 63               | 83               | 67               | 65               |  |  | Atapuerca Burgos | Atapuerca Burgos | Atapuerca Burgos | Atapuerca Burgos | 73               | 92         | 71         |    |    |           |           |           |        |        |        |        |  |
|  | 4                | S. Josep Girona   | 74               | 76               | 65               | 65               | 86               |  |  | S. Josep Girona  | S. Josep Girona  | S. Josep Girona  | S. Josep Girona  | 72               | 71         | 63         |    |    |           |           |           |        |        |        |        |  |
|  | 7                | Canarias Tenerife | 63               | 73               | 77               | 93               | 83               |  |  |                  |                  |                  |                  |                  |            |            |    |    |           |           |           |        |        |        |        |  |

## Playout
|  | Finale |          |          |          |    |    |    |  |
|  |        |          |          |          |    |    |    |  |
|  | 16     | Palencia | Palencia | Palencia | 73 | 66 | 85 |  |
|  | 17     | Alcazar  | Alcazar  | Alcazar  | 56 | 64 | 76 |  |

## Verdetti
- Promozioni in Liga ACB: Club Baloncesto Murcia e Blu:sens Monbús
- Retrocessioni in LEB Plata: Fundación Adepal Alcázar e Aguas de Sousas Ourense